# 刪除鍵

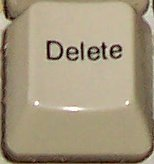
Delete鍵

刪除鍵是一個於電腦鍵盤上的按鍵。

## 位置
PC的「Back Space」位置在蘋果電腦上叫「Delete」，而蘋果電腦上的Delete實際上是向游標前方（左側）刪除，和PC上相同位置的「Back Space」

## 功能
刪除鍵可刪除游標後的字元，或刪除選取的文字。
而於Windows系統中若選取檔案或資料夾後按 DELETE 鍵將可其刪除。